# دیباکار بانرجی
دیباکار بانرجی (انگلیسی: Dibakar Banerjee؛ زادهٔ ۲۱ ژوئن ۱۹۶۹) کارگردان فیلم و فیلم‌نامه‌نویس اهل هند است. وی از سال ۲۰۰۶ میلادی تاکنون مشغول فعالیت بوده‌است.

## فیلم‌شناسی
| سال  | فیلم                       | کارگردان | تهیه‌کننده | فیلمنامه‌نویس |
| ---- | -------------------------- | -------- | --------- | ------------ |
| ۲۰۰۶ | خانه کوسلا                 | آری      |           |              |
| ۲۰۰۸ | ای خوش‌شانس! ای خوشبختی!    | آری      |           | آری          |
| ۲۰۱۰ | Love Sex Aur Dhokha        | آری      | آری       | آری          |
| ۲۰۱۲ | شانگهای                    | آری      | آری       | آری          |
| ۲۰۱۳ | فیلم ناطق بمبئی            | آری      |           | آری          |
| ۲۰۱۵ | Detective Byomkesh Bakshy! | آری      | آری       | آری          |
| ۲۰۱۵ | پروانه                     |          | آری       |              |
| ۲۰۱۸ | داستان شهوت                | آری      |           | آری          |
| ۲۰۲۰ | داستان‌های ارواح            | آری      |           | آری          |
| ۲۰۲۰ | Sandeep Aur Pinky Faraar   | آری      | آری       | آری          |
| ۲۰۲۰ | عشق، سکس و خیانت ۲         | آری      | آری       | آری          |